# Weigela middendorfiana
Weigela middendorfiana är en tvåhjärtbladig växtart som först beskrevs av Hort. och Élie Abel Carrière, och fick sitt nu gällande namn av Karl Heinrich Koch. Weigela middendorfiana ingår i släktet prakttryar, och familjen Diervillaceae. Inga underarter finns listade i Catalogue of Life.